# Међународни дан борбе против нуклеарних тестова
Међународни дан борбе против нуклеарних тестова обележава се 29. августа. Установљен је 2. децембра 2009. године на 64. засједању Генералне скупштине Уједињених нација резолуцијом 64/35, која је једногласно усвојена.
Резолуција посебно позива на повећање свијести „о ефектима пробних експлозија нуклеарног оружја или било које друге нуклеарне експлозије и потреби за њиховим прекидом као једном од средстава за постизање циља свијета без нуклеарног оружја“. Резолуцију је покренуо Казахстан заједно са неколико спонзора и коспонзора у знак сјећања на затварање Семипалатинског нуклеарног полигона 29. августа 1991. године.
Након успостављања Међународног дана борбе против нуклеарних тестова, у мају 2010. године све државе потписнице Уговора о неширењу нуклеарног оружја обавезале су се да ће „постићи мир и безбједност свијета без нуклеарног оружја“.

## Конференције
Амбасада Казахстана у Сједињеним Америчким Државама у сарадњи са Удружењем за контролу наоружања (на енглеском језику Arms Control Association), Green Cross International, Амбасадом Канаде и The ATOM Project одржала је 15. септембра 2014. године конференцију „Испитивање нуклеарног оружја: историја, напредак, изазови“ обиљежавање Међународног дана Уједињених нација против нуклеарних тестова. Конференција је одржана у Америчком институту за мир у Вашингтону, Д.Ц. Ова конференција је била фокусирана на питање тестирања нуклеарног оружја и пут напред ка Споразуму о свеобухватној забрани нуклеарних проба. Међу главним излагачима били су амерички секретар за енергетику Ернест Ј. Мониз, подсекретарка америчког државног секретара за контролу наоружања и међународне безбједности Rose Gottemoeller, подсекретар за енергетику САД и администратор NNSA Frank Klotz и извршни секретар Preparatory Commission for the Comprehensive Nuclear-Test-Ban Treaty Organization (скраћено CTBTO) Lassina Zerbo. Учесници конференције су истакли своју посвијећеност неширењу нуклеарног оружја.

## У популарној култури
NationStates, популарна владина симулација (на енглеском језику Government simulation game) претраживача игра за више играча, слави Међународни дан борбе против нуклеарних тестова на изненађујући начин. Дана, 29. августа сваке године, нације добијају могућност да користе нуклеарно оружје једна против друге, што доводи до насилног вишеструког нуклеарног рата. Ова традиција је започела након првог појављивања мини-игара на сајту за Дан шале 2017. године и накнадних захтјева корисника да ово постане редован догађај.